# Мокрая Кица
Мокрая Кица — посёлок в Кольском районе Мурманской области. Входит в сельское поселение Пушной.

## География
Включён в перечень населенных пунктов Мурманской области, подверженных угрозе лесных пожаров.

## История
Населённый пункт возник в конце 1930-х. В 1970-х — начале 1980-х стал посёлком.

## Население
| 2002 | 2010 |
| ---- | ---- |
| 68   | ↘40  |

Численность населения, проживающего на территории населённого пункта, по данным Всероссийской переписи населения 2010 года составляет 40 человек, из них 16 мужчин (40 %) и 24 женщины (60 %). На 2002 год население составляло 68 жителей.